# イグナス・ヴェゲレ
イグナス・ヴェゲレ（リトアニア語: Ignas Vėgėlė、1975年7月22日 - ）は、リトアニアの法学者。ミーコラス・ロメリス大学 (MRU) 教授。右派政治家でもある。

## 経歴

### 幼少期・学生時代
1988年、ヴィリニュス第4児童音楽学校を卒業。1993年、ヴィリニュス・サロメヤ・ネリス中等学校を次席卒業。11年以上にわたって少年合唱団アージュオリュカスに所属していた。また、映画で子役を務めるなどした。

### 法学者として
1993年から1998年までヴィリニュス大学法学部で学ぶ。その後、リトアニア法学アカデミー（現・ミーコラス・ロメリス大学）法学部博士課程を修了し、2002年に博士号を取得。2006年准教授。
オックスフォード大学（英国）でEU法を、ハーグ国際法アカデミー（オランダ）で国際私法を学んだほか、ブラティスラヴァで国際税法、ワルシャワで人権法、デンマーク外務省などでEU法を学ぶなどした。
1995年から96年までリトアニア法学者協会で勤務。96年から97年まで法律事務所に勤め、97年から2002年まで国際監査法人に勤務した。2007年から10年までミーコラス・ロメリス大学法学部EU法学科の学科長。この頃教授に就任した。EU法に関する講義をリトアニア語および英語で行う。
2013年から16年までリトアニア法学者協会会長、16年から22年まで同協会副会長。
2014年から22年までリトアニア弁護士会会長。

### 政治家として
ヴェゲレは、政治スタンスとしてはキリスト教民主主義者を自任し、ヴィクトラス・ペトクスやジグマス・ジンケヴィチュスを信奉するとしている。
1994年からキリスト教保守主義の右派政党キリスト教民主連合 (KDS) の党員。2000年のリトアニア議会選挙では第5選挙区（ヴィリニュス市ファビヨニシュケス）から立候補するも、得票率わずか6.06%で敗れる。比例にも重複立候補していたが、キリスト教民主連合は比例で1議席も獲得できなかったため、ヴェゲレは落選。
2001年にキリスト教民主連合 (KDS) がリトアニア・キリスト教民主党 (LKDP) と合併し新たにリトアニア・キリスト教民主派 (LKD) となると、2002年から2004年まで同党の党執行部の副部長を務める（部長はペトラス・グラジュリス）。2004年にグラジュリスが執行部長を辞任すると、ヴェゲレが執行部長代行を務めた（2006年まで）。2008年にリトアニア・キリスト教民主派が祖国連合に吸収合併されると、ヴェゲレは祖国連合への入党を拒否し、無所属となる。
祖国連合は保守政党を自任しているものの、ヴェゲレは、祖国連合は保守的ではないとして批判していた。具体的には、同党の社会セーフティネットに関する不十分な政策、ヴィルニュス地方のリトアニア語化政策をめぐるジンケヴィチュス教育科学相の解任（1998年）、同党のゲディミナス・キルキラス（リトアニア社会民主党）内閣に対する協力的な姿勢（いわゆる「2K」プロジェクト）、などを批判している。
ヴェゲレは、祖国連合のイングリダ・シモニーテ内閣の対中国政策などを批判し、国民投票の手続きの簡素化を主張。そんななかで、ヴェゲレは2024年リトアニア大統領選挙における祖国連合に代わる保守派候補として目されるようになり、右派泡沫政党の民族公正連合がヴェゲレの立候補を支持すると表明。そして2023年、ヴェゲレは同選挙への出馬を決める。キリスト教的価値観を重視しつつ、男女同権やLGBTQの権利を否定するなど時代に逆行する政策を掲げる。民族公正連合はその後、ペトラス・グラジュリス党首が大統領選に立候補するとして、ヴェゲレに対する支持を取り消した（なおグラジュリスは2023年に国会議員を弾劾されたことにより大統領選への立候補は認められなかった）。リトアニア農民・緑の連合 (LVŽS) は、当初自党から立候補者を擁立するとしていたが、これを取り消し、ヴェゲレを支持するとした。そのほか、リトアニア・キリスト教民主党（LKDP、なお祖国連合＝リトアニア・キリスト教民主派とは異なる）、キリスト教連合 (KS) 、自由と公正 (LT) もヴェゲレを支持した。
大統領選（第1回投票）で、ヴェゲレは現職のギタナス・ナウセダ候補、現首相のイングリダ・シモニーテに次ぐ3位となり、決選投票には進出できなかった。